# Aratika
Aratika est un atoll situé dans l'archipel des îles Tuamotu en Polynésie française dans le sous-groupe des îles Palliser. Il est administrativement rattaché à la commune de Fakarava. Depuis 1977, Aratika fait partie des sept atolls de la commune de Fakarava classés réserve de biosphère par l’UNESCO.

## Géographie

### Situation

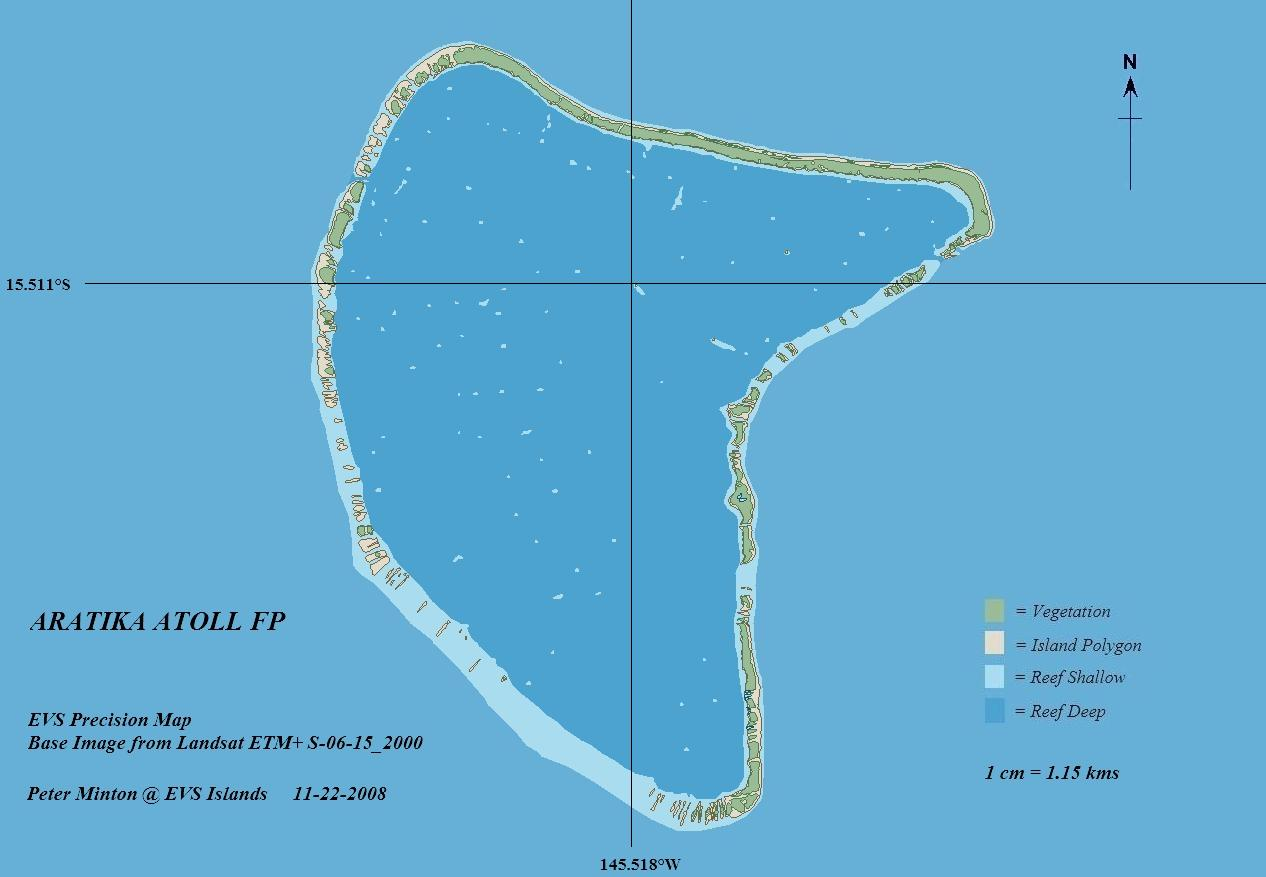
Carte topographique d'Aratika.

Aratika est situé à 35 km au sud-est de Kauehi, l'atoll le plus proche, à 48 km au nord-est de Toau et à 450 km au nord-est de Tahiti. L'atoll d'Aratika a une forme de dent de requin : sa plus grande longueur est de 20 km et sa plus grande largeur est de 17 km pour une surface de terres émergées de 8,3 km2. Son lagon s'étend sur 145 km2 et communique avec l'océan par deux passes dénommées Fainukea et Temaketa.
L'atoll dépend de la commune de Fakarava qui comprend également les atolls de Kauehi, de Niau, de Raraka, de Taiaro et de Toau.

### Géologie
D'un point de vue géologique, l'atoll est l'excroissance corallienne (de quelques mètres) du sommet d'un petit mont volcanique sous-marin homonyme, qui mesure 1 595 mètres depuis le plancher océanique et fut formé il y a 56,1 à 58,9 millions d'années.

### Démographie
En 2017, la population totale d'Aratika est de 225 personnes, vivant principalement dans le village de Paparara ; son évolution est la suivante :
|                                                         |  |  |  | 233 | 158 | 225 |
| Sources ISPF et Gouvernement de la Polynésie française. |  |  |  |     |     |     |

## Histoire
La première mention de l'atoll par un Européen est faite par le navigateur germano-balte Otto von Kotzebue en mars 1824 lors de sa deuxième expédition en Polynésie,. L'atoll est abordé le 2 octobre 1831 par le navigateur Ireland, puis par le Français Jules Dumont D'Urville en septembre 1838, ainsi qu'à trois reprises par Charles Wilkes à aller et au retour de son expédition australe : le 3 septembre 1839, le 15 décembre 1840, et le 18 janvier 1841,. L'atoll apparaît sur certaines cartes sous le nom d'île Carlshoff.
Au XIXe siècle, Aratika devient un territoire français, peuplé d'environ trente habitants, qui développe une petite production d'huile de coco (d'environ dix tonneaux par an vers 1860).
En 1977, l'atoll – avec six autres de la commune de Fakarava que sont Fakarava, Kauehi, Niau, Raraka, Taiaro et Toau – est classé « Réserve de biosphère » par l'UNESCO, classement renouvelé en 2006 et 2017,.

## Économie
L'économie de l'atoll est liée à la perliculture, autorisée sur 150 ha de la partie sud-ouest du lagon, ainsi qu'à la pêche des holothuries représentant environ 6 tonnes exportées annuellement vers Tahiti puis l'Asie.
L'atoll compte deux aérodromes : l'un privé « Aratika Perles » ouvert à la pointe sud d'Aratika en 1998 et long de 700 mètres, l'autre public « Aratika Nord » au nord-est et long de 1 000 mètres. Ce dernier accueille, en moyenne, environ entre 175 à 240 vols et 1 200 à 3 200 passagers par an, la fréquentation étant fortement déclinante ces dernières années.